# Parc Nacional Zion

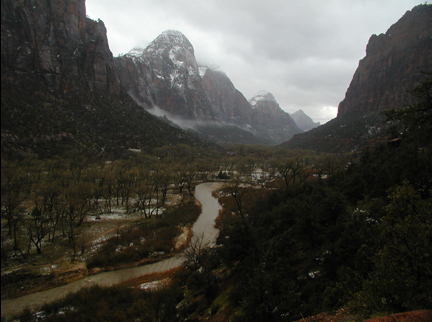
El riu Virgin travessant el parc nacional

El Parc Nacional Zion és un dels parcs que formen la xarxa de parcs nacionals dels Estats Units. Es troba a l'Estat de Utah, prop de la localitat de Springdale, al sud-oest dels Estats Units i dintre del Camí de Santa Fe. Zion està ubicada en la vora occidental de l'altiplà de Colorado, que estira del gran Desert Forestal de Nevada a la inclinació occidental de les Muntanyes Rocoses.
L'àrea total abasta 593.26 km². La principal atracció del parc és el Canyó Zion, una esquerda de 24 quilòmetres de longitud i fins a 800 metres de profunditat excavada pel braç nord del riu Virgin sobre terrenys de sorra vermella. Altres punts d'interès són el Gran Tron Blanc, les gorgues del riu Virgin i l'Arquejo Kolob.
En l'àrea dels canons Zion i Kolob es troben nou formacions geològiques amb una edat datada de 150 milions d'anys, provinents de sedimentacions ocorregudes durant el Mesozoic. Durant tot aquest temps, la regió ha estat coberta per pantans, rierols, estanys, llacs, vasts deserts i jaços secs. Les elevacions provocades per la placa del Colorado van elevar la regió uns 3 mil metres fa 13 milions d'anys, l'altiplà començà a aixecar els miliars de metres fora del mar en una sèrie d'etapes. Un terreny més alt va atraure més pluges i nevades.
Aquest volum afegit als corrents i als rius que ara afluïren a una planura més ràpida per les costes més escarpades. Les roques sedimentàries relativament suaus esgotaren ràpidament al llarg de les fractures geològiques que creaven els molts barrancs que ara podem veure.
El riu Virgin és la principal força erosiona'l que esculpeix el barranc de Zion. Molt del treball es pogué haver fet durant l'edat del Gel de fa milions d'anys quan la precipitació era més gran, En la primavera i l'estiu les tempestes amb els trons continuen encara tallant uns barrancs evolutius de formes espectaculars.

## La fauna i la flora

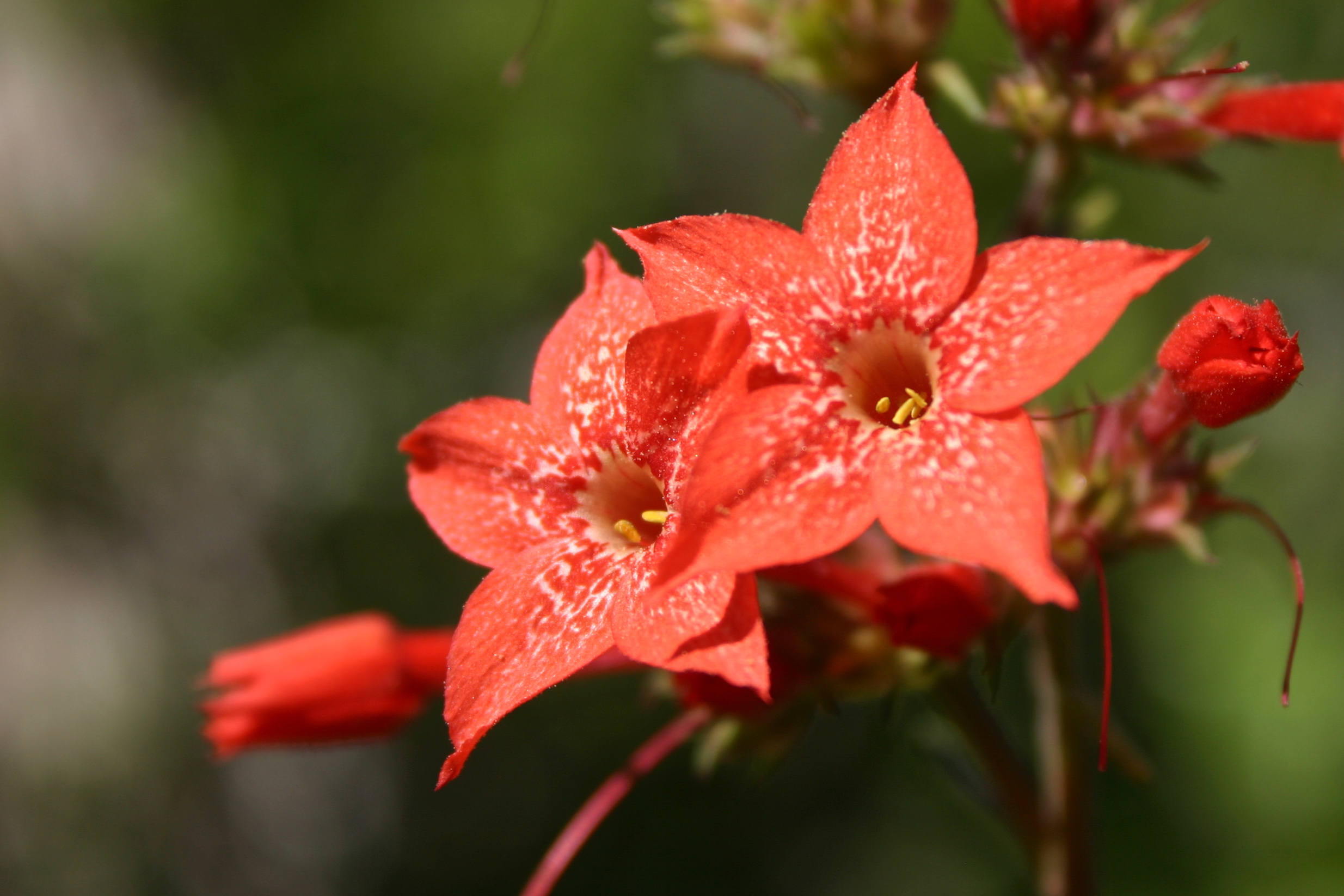
L'englantina brillant vermella viu en els boscos de pins, ponderosa sobre els altiplans. Es pot observar sens cap dubte a l'estiu

Els parcs nacionals serveixen com a museus a l'aire lliure en els quals es protegeix una gran diversitat biològica de plantes i d'animals. Les diferents altures entre els 1600–1700 metres dintre de Zion contribueixen a una gran varietat d'habitants del desert alpí. Els nombrosos barrancs al llarg del terreny dessecat de l'altiplà proporcionen molts petits llocs perquè les espècies visquin on no podrien sobreviure a cap altra part del món. El cargol minúscul de Zion, per exemple, es troba solament en jardins penjants prop del riu Virgin dintre del parc.

## Història de Zion
El drenatge superior del riu Virgin havia estat el casal dels indis Anasazi des de temps immemorial i més tard dels paiutes. El 1858, l'explorador mormó Nephi Johnson recorregué el drenatge, entrant en barrancs de Zion. La seva meta més important era determinar si hi havia prou terra agrícola per a les noves comunitats i si aquestes tindrien prou suport amb l'aigua dels rierols.
Basats sobre els informes favorables de Johnson, diferents poblacions foren començades, i alguna encara continua en el present. Springdale establerta el 1862, després de l'establiment de monument nacional de Mukuntuweap l'any 1909, aquesta població, adquirí la tasca de rebre el cada vegada més gran nombre de visitants de l'àrea

## Passat i present
Zion ha estat i segueix essent per una gran varietat de gent. Els rastres de cultures indies d'Anasazi si poden trobar en petroglifs i graners d'emmagatzematge. L'any 1776 els missioners franciscans espanyols Silvestre Vélez de Escalante i Francisco Atanasi Domínguez travessaren l'àrea a l'oest de Zion en el seu camí vers Monterrey, Califòrnia, en l'expedició anomenada (Expedició de Domínguez i Escalante), posteriorment hagueren de donar la volta per la manca de fonts i el temps fred. Els caçadors i els comerciants de la pell també foren gent de pas per la regió a la recerca del castor, malgrat tot els establiments permanent no varen ocórrer fins a l'arribada dels pioners mormònics pel voltant dels anys 1860.
L'establiment el 1909 del Monument Nacional de Mukuntuweap, i el subsegüent rea-nomenament quan el Congrés posà Zion en el cantó de Parc Nacional el 1919, obrí aquesta àrea al món. Els penya-segats elevats que ara semblaven obstacles insuperables als viatgers novells es convertiren en els santuaris on milions de persones i podrien trobar un lloc de pau i relaxació.

## Cultura del Parc
L'any 1931 fou establerta la Zion Natural History Association, que fou reconeguda com a corporació educativa no lucrativa el 1948. Les seves funcions primàries són les d'ajudar els programes dels naturalistes en el parc nacional de Zion i els dos monuments nacionals basats en el Cedar Breaks i el Pipe Springs.
Un mètode important d'assolir aquesta meta és la producció d'una gran varietat de publicacions en la història natural i la cultura local dels parcs. L'associació proporciona l'ajuda pel Festival Annual Southern Utah Folklife i el programa dels Junior Ranger.

## Barranques de Kolob

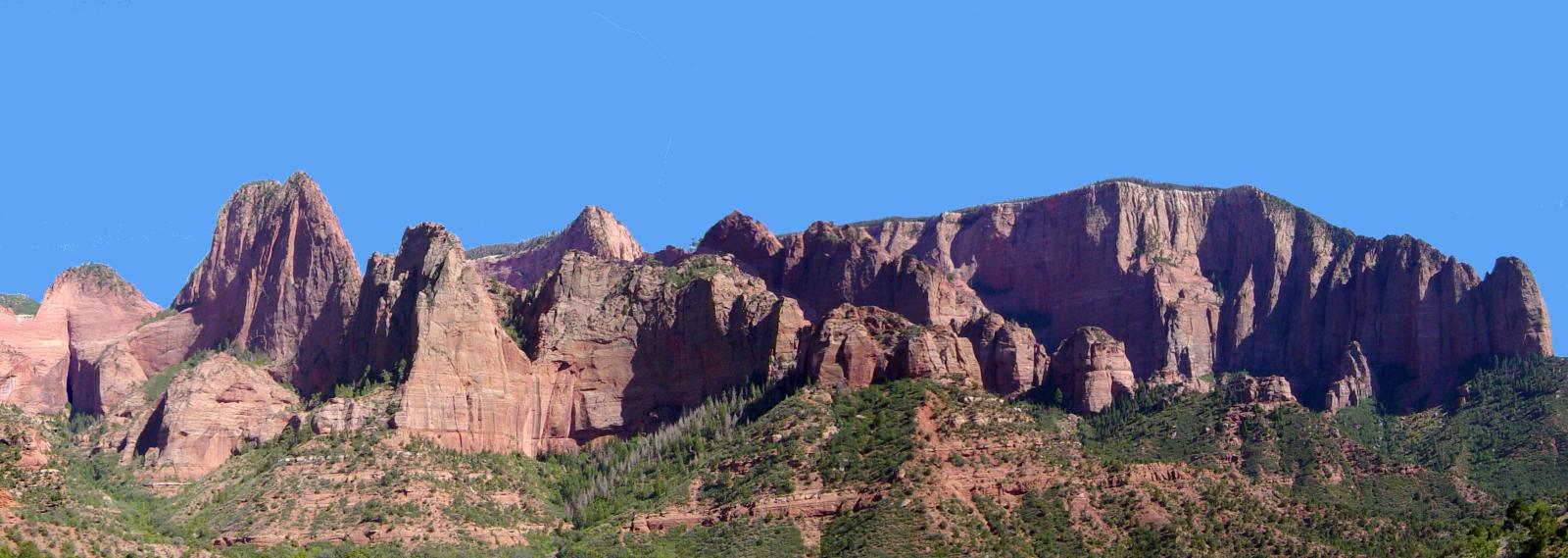
Barranques a mig camí de la carretera de Kolob

La secció de les barranques de Kolob del parc s'ha nomenat un dels millors secrets guardats. Doncs la seva bellesa i diversitat no són evidents quan passes d'un Estat a un altre, passant per la Inter-estatal nº. 15. S'ha de deixar la I-15 per la sortida 40 entre Cedar City i St. Georges per gaudir de les vistes escèniques que són realment una gran sorpresa pels ulls.
Aquesta part del nord-est de Zion ha arribat a esser més coneguda d'ençà que el centre del visitant dels barrancs de Kolob fou construït i donat al parc i als seus visitants per l'associació de la historia natural de Zion.